# Juan Peña "El Lebrijano"
Juan Peña Fernández, conocido como El Lebrijano (Lebrija, Provincia de Sevilla, 8 de agosto de 1941-Sevilla, 13 de julio de 2016), fue un músico y cantautor, miembro de la familia gitana Perrate de Lebrija, a la que pertenecía su madre María Fernández Granados.
Juan el Lebrijano comenzó muy joven compaginando el cante con el toque de la guitarra. Siendo guitarrista de Paquera de Jerez debutó en 1950 pero a raíz de su triunfo en el concurso de Mairena del Alcor (1964), como cantautor, decidió dedicarse en exclusividad al cante. Uno de los primeros trabajos importantes fue con Antonio Gades, en cuya compañía estuvo varios años cantando como acompañante al baile.

## Biografía
Bautizado como Juan de la Santísima Trinidad Peña Fernández, pronto tuvo la oportunidad de grabar, y sus primeros discos fueron por añadidura de una gran calidad. En 1979, recibe el Premio Nacional de Cante otorgado por la Cátedra de flamencología de Jerez
Comienza a despuntar por su afán innovador, como en La palabra de Dios a un gitano, donde llevó por vez primera el mundo sinfónico al flamenco. Destaca de esas primeras grabaciones el disco Persecución, una obra rompedora con letras del poeta Félix Grande, que narra la historia de los gitanos en España.
A lo largo de su carrera ha sido acompañado, entre otros, por Niño Ricardo, Manolo Sanlúcar, Juan Habichuela, etc. o Pedro María Peña y  David Peña "Dorantes", de su propia familia.

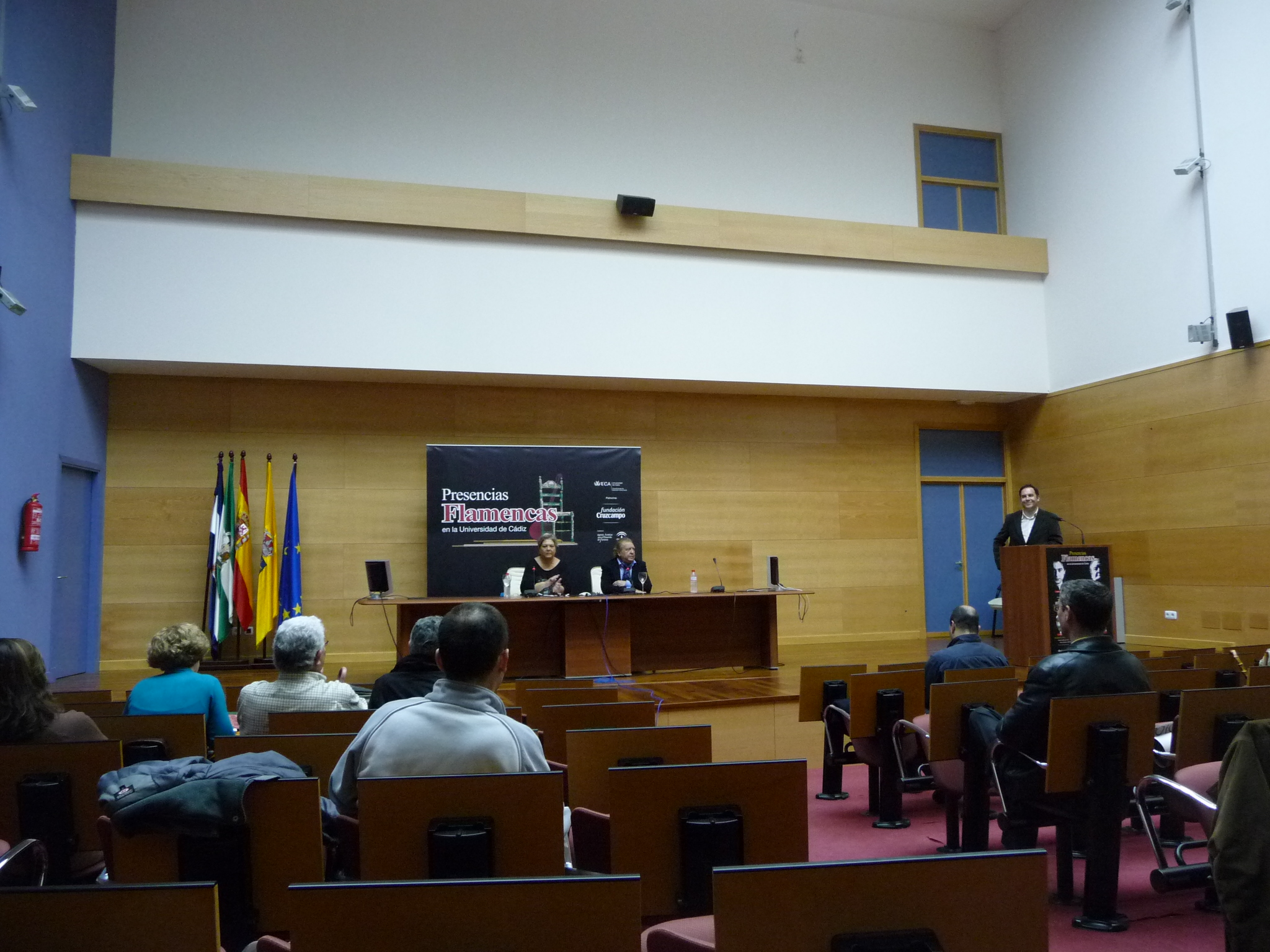
Juan Peña en el Campus de Jerez

Profundo conocedor del cante ortodoxo (en sus primeros tiempos estuvo muy influenciado por el magisterio de Antonio Mairena), su inquietud artística le llevó a buscar la introducción de alguna innovación, en un arte habitualmente encorsetado por la tradición inamovible que defienden los puristas. Así, en el disco Encuentros se unió con la Orquesta Andalusí de Tánger, redescubriendo las raíces árabes del flamenco, y ahondando en esta vía posteriormente con discos como Casablanca o Puertas abiertas en donde colabora con el violinista marroquí Faiçal.
Cabecera de cartel de los más importantes festivales, refleja su presencia activa e inexcusable en los nuevos rumbos que el flamenco tomó a partir de la década de los setenta, ya sea con la recreación de estilos perdidos en el tiempo, ya con significativas aproximaciones a otros lenguajes.
Así fue el primer cantaor que lleva el flamenco al Teatro Real de Madrid (1979), y con dimensión didáctica por todas las Universidades de Andalucía (1993-1994), a más de crear espectáculos como Persecución (1976), Reencuentro (1983) o ¡Tierra! (1992). 
En 1997, el Ministerio de Cultura le otorga la Medalla de Oro al Mérito en el Trabajo, una más de los múltiples premios y distinciones con que ha sido galardonado a lo largo de su vida. Así como otros galardones
El nombre de su álbum Cuando Lebrijano canta se moja el agua es una frase que le dedicó Gabriel García Márquez y que sirve de tributo al premio Nobel de literatura, los textos son de Casto Márquez Ronchel, abogado y poeta de Huelva que ya colaboró con El Lebrijano en otros cuatro discos y están basados en los Cuentos Peregrinos del Nobel García Márquez. Los textos de Casto Márquez recibieron el visto bueno del Nobel
Estudioso del flamenco, se quejó de la falta de interés de los jóvenes cantaores en beber de las viejas fuentes, como el hacía durante toda su carrera
En sus últimos años fue intervenido quirúrgicamente en diferentes ocasiones, la última vez, de una dolencia cardiaca una semana antes de fallecer.
En 2014, se celebra una gala en su honor como clausura de la XVIII Bienal de Flamenco de Sevilla. "El cante se escribe con L", dirigida por Pedro María Peña.
El Lebrijano, heredero de la tradición y al tiempo renovador del cante flamenco falleció en su casa de Sevilla el 13 de julio de 2016.
En 2019 se realiza un concierto homenaje para recaudar fondos para mantener una Fundación con su Legado. La iniciativa fue promovida por Dorantes, que estrenó una pieza dedicada al cantaor en el evento.

## Discografía
Destacan de los más de treinta discos publicados por El Lebrijano:
- De Sevilla a Cádiz con las guitarras de Niño Ricardo y Paco de Lucía,[13] 1970
- El Lebrijano con la colaboración especial de Paco de Lucía, 1970
- Senderos del cante, 1971
- El Lebrijano, 1972
- La palabra de Dios a un gitano, 1972
- El Lebrijano con Manolo Sanlúcar y Pedro Peña, 1973
- Calí, 1976
- Persecución, 1976
- Juan Peña "El Lebrijano", 1977
- Cante se escribe con L, 1978
- Flamenco en el Teatro Real, 1981
- Ven y sígueme, 1982 con Rocío Jurado y el guitarrista Manolo Sanlúcar
- Encuentros, 1985 con la Orquesta Andalusí de Tánger y Paco Cepero a la guitarra
- El cante de El Lebrijano, 1988
- Tierra, 1992. Dedicado al quinto centenario del descubrimiento de América, con letras de Manuel Caballero Bonald.
- En directo, 1997
- Casablanca, 1998
- Lágrimas de cera, 1999
- Sueños en el aire, 2001
- Yo me llamo Juan, 2003
- El Lebrijano con Manolo Sanlúcar y Pedro Peña, 2004
- Puertas abiertas, 2005
- Cuando Lebrijano canta se moja el agua, 2008. En él participa su sobrino  Dorantes, e interpreta letras de Casto Márquez Ronchel basadas en obras de Gabriel García Márquez[14]
- Entre dos orillas, 2014). Grabado en directo en el Teatro Central de Sevilla[15]

También es famosa su interpretación del himno de Andalucía flamenco en el disco Flamenco por Andalucía, España y la Humanidad (primera producción de la Agencia Andaluza del Flamenco).